# Bauchi
Bauchi (trước đây mang tên Yakoba) là thủ phủ bang Bauchi ở miền đông bắc Nigeria. Thành phố nằm trên rìa phía bắc của cao nguyên Jos, với độ cao 616 m. Vào năm 2016, dân số thành phố là 693.700 người.

## Khí hậu
Bauchi có khí hậu xavan (phân loại khí hậu Köppen Aw).
| Dữ liệu khí hậu của Bauchi                   | Dữ liệu khí hậu của Bauchi | Dữ liệu khí hậu của Bauchi | Dữ liệu khí hậu của Bauchi | Dữ liệu khí hậu của Bauchi | Dữ liệu khí hậu của Bauchi | Dữ liệu khí hậu của Bauchi | Dữ liệu khí hậu của Bauchi | Dữ liệu khí hậu của Bauchi | Dữ liệu khí hậu của Bauchi | Dữ liệu khí hậu của Bauchi | Dữ liệu khí hậu của Bauchi | Dữ liệu khí hậu của Bauchi | Dữ liệu khí hậu của Bauchi |
| Tháng                                        | 1                          | 2                          | 3                          | 4                          | 5                          | 6                          | 7                          | 8                          | 9                          | 10                         | 11                         | 12                         | Năm                        |
| -------------------------------------------- | -------------------------- | -------------------------- | -------------------------- | -------------------------- | -------------------------- | -------------------------- | -------------------------- | -------------------------- | -------------------------- | -------------------------- | -------------------------- | -------------------------- | -------------------------- |
| Cao kỉ lục °C (°F)                           | 38.3 (100.9)               | 39.4 (102.9)               | 39.4 (102.9)               | 40.6 (105.1)               | 39.4 (102.9)               | 37.8 (100.0)               | 33.3 (91.9)                | 32.2 (90.0)                | 33.9 (93.0)                | 35.6 (96.1)                | 36.1 (97.0)                | 36.7 (98.1)                | 40.6 (105.1)               |
| Trung bình ngày tối đa °C (°F)               | 31.6 (88.9)                | 33.9 (93.0)                | 36.4 (97.5)                | 36.6 (97.9)                | 34.6 (94.3)                | 31.6 (88.9)                | 29.2 (84.6)                | 28.6 (83.5)                | 29.7 (85.5)                | 32.2 (90.0)                | 33.0 (91.4)                | 31.4 (88.5)                | 32.4 (90.3)                |
| Trung bình ngày °C (°F)                      | 22.4 (72.3)                | 24.6 (76.3)                | 28.1 (82.6)                | 30.0 (86.0)                | 28.4 (83.1)                | 26.3 (79.3)                | 24.6 (76.3)                | 24.3 (75.7)                | 24.7 (76.5)                | 25.5 (77.9)                | 24.1 (75.4)                | 22.1 (71.8)                | 25.4 (77.7)                |
| Tối thiểu trung bình ngày °C (°F)            | 13.1 (55.6)                | 15.3 (59.5)                | 19.8 (67.6)                | 22.3 (72.1)                | 22.2 (72.0)                | 20.9 (69.6)                | 20.1 (68.2)                | 19.9 (67.8)                | 19.7 (67.5)                | 18.8 (65.8)                | 15.2 (59.4)                | 12.8 (55.0)                | 18.3 (64.9)                |
| Thấp kỉ lục °C (°F)                          | 7.2 (45.0)                 | 8.9 (48.0)                 | 11.7 (53.1)                | 16.1 (61.0)                | 16.7 (62.1)                | 16.7 (62.1)                | 17.2 (63.0)                | 17.2 (63.0)                | 16.1 (61.0)                | 12.2 (54.0)                | 9.4 (48.9)                 | 6.1 (43.0)                 | 6.1 (43.0)                 |
| Lượng Giáng thủy trung bình mm (inches)      | 0.5 (0.02)                 | 0.5 (0.02)                 | 5.0 (0.20)                 | 36.0 (1.42)                | 94.0 (3.70)                | 147.0 (5.79)               | 254.0 (10.00)              | 340.0 (13.39)              | 183.0 (7.20)               | 36.0 (1.42)                | 1.0 (0.04)                 | 0.0 (0.0)                  | 1.095 (43.11)              |
| Số ngày giáng thủy trung bình (≥ 0.3 mm)     | 0                          | 0                          | 1                          | 3                          | 9                          | 12                         | 17                         | 21                         | 15                         | 4                          | 0                          | 0                          | 82                         |
| Độ ẩm tương đối trung bình (%) (at 7:00 LST) | 42                         | 35                         | 40                         | 63                         | 79                         | 86                         | 92                         | 94                         | 93                         | 88                         | 65                         | 51                         | 69                         |
| Số giờ nắng trung bình tháng                 | 275.9                      | 268.4                      | 272.8                      | 225.0                      | 251.1                      | 228.0                      | 186.0                      | 155.0                      | 216.0                      | 282.1                      | 300.0                      | 306.9                      | 2.967,2                    |
| Số giờ nắng trung bình ngày                  | 8.9                        | 9.5                        | 8.8                        | 7.5                        | 8.1                        | 7.6                        | 6.0                        | 5.0                        | 7.2                        | 9.1                        | 10.0                       | 9.9                        | 8.1                        |
| Nguồn: Deutscher Wetterdienst                |                            |                            |                            |                            |                            |                            |                            |                            |                            |                            |                            |                            |                            |

## Giao thông
Bauchi nằm trên tuyến đường sắt giữa Port Harcourt và Maiduguri. Thành phố cũng được kết nối bằng đường bộ với Jos, Kano và Maiduguri. Sân bay Bauchi được khánh thành vào năm 2014, nằm cách trung tâm thành phố 23 km và có các chuyến bay đến thủ đô Abuja.

## Người nổi tiếng
- Abubakar Tafawa Balewa (1912 – 1966) – chính trị gia, cựu Thủ tướng Nigeria